# Уран-9
«Уран-9» — боевой многофункциональный робототехнический комплекс (беспилотное наземное транспортное средство), на гусеничном ходу. 
Предназначен для ведения разведки и огневой поддержки передовых и разведывательных подразделений общевойсковых формирований тактического звена, повышения эффективности выполнения боевых задач и снижения потерь личного состава подразделений при ведении боевых действий, в том числе в городских условиях. 
Выделяется производителем в отдельный вид боевых машин "Робот разведки и огневой поддержки (РРОП)". 

## Тактико-технические характеристики
| Снаряженная масса                                   | до 12 т                                                      |
| Габариты (ДхШхВ)                                    | 5600х2500х3100 мм                                            |
| Мощность силовой установки                          | 300 кВт                                                      |
| Дизельный двигатель                                 | ЯМЗ 5347-16                                                  |
| Максимальная скорость движения                      | Не менее 35 км/час                                           |
| Запас хода                                          | 200 км                                                       |
| Время непрерывной работы на одной заправке          | 6 ч                                                          |
| Удельное давление гусениц ходовой части на грунт    | не более 58 кПа                                              |
| Управление                                          | дистанционное, по радиоканалу не менее 4 км                  |
| Сектор наведения пушечно-стрелкового вооружения     | в азимутальной плоскости - 360 по углу места – от -10 до +45 |
| Сектор наведения ракетного и огнеметного вооружения | в азимутальной плоскости - 360 по углу места – от -15 до +70 |
| Тип корпуса                                         | бронированный корпус со средствами снижения заметности       |
| Дальность поражения целей                           | -днем до 5000 м -ночью до 3500 м                             |

## Возможности
По данным производителя боевая платформа обладает следующими возможностями:
- Перемещения от бортовых аккумуляторных батарей в режиме заглушенного двигателя;
- Движения по заданному маршруту с автоматическим определением и объездом препятствий;
- Приема и передачи на другой РРОП (ретрансляции) команд управления с подвижного пункта управления (ППУ) и пульта дистанционного управления (ПДУ);
- Дистанционного (по радиоканалу) управления с ППУ и ПДУ;
- Автоматического сопровождения целей.
- Дальность управления от ППУ к РРОП составляет не менее 3 км и зависит от рельефа и климатических условий.
- Дальность ретрансляции сигналов и информации между РРОП составляет не менее 1 км.
- Каждый РРОП и ППУ оборудованы системой предупреждения о лазерном облучении, которая позволяет оператору определять источник излучения в секторе 30°.
- В качестве дополнительных мер защиты на РРОП установлена система постановки дымовых завес, позволяющая в автоматическом режиме произвести постановку дымовой (помеховой) завесы в секторе из которого идет лазерное облучение РРОП.

## История
«Уран-9» разработан и производится нахабинским «766-м управлением производственно-технологической комплектации» (ОАО «766 УПТК»).
Вариант комплекса предлагается «Рособоронэкспортом» и на международном рынке оружия. Согласно данным «Рособоронэкспорта», система предназначена для выполнения комбинированных боевых, разведывательных и контртеррористических задач. Вооружение включает в себя 30-мм пушку 2А72, четыре ПТУР «Атака» и 12 реактивных огнемётов «Шмель-М».
Образцы комплекса принимали участие в общевойсковых учениях «Восток-2018» и Запад-2021.
В январе 2019 года «Уран-9» был принят на вооружение российской армии.
Принимали участие в парадах 2021 и 2022 годов.

## Критика
Как следует из доклада 3-го центрального научно-исследовательского института Минобороны России, оказавшегося в распоряжении РИА «Новости», боевые испытания комплекса в Сирии выявили недостатки в его управлении, подвижности, огневой мощи, разведывательных и наблюдательных функциях.
В апреле 2019 года заместитель начальника Генерального штаба генерал-лейтенант Игорь Макушев заявил, что разработчики устранили все выявленные в ходе эксплуатации в Сирии недостатки, и робот готов к использованию в войсках.
Военные эксперты отмечают что в Сирии комплекс показал себя «ужасно». Так, сигнал с роботом был потерян как только Уран-9 оказался вне поля зрения оператора (реальная дальность оказалась в пределах 300-500 метров), были проблемы со стрельбой из 30-мм пушки, робот не смог стрелять в движении из-за нестабилизированного прицела. Также гусеницы Уран-9 оказались малонадежны и нуждались в частом ремонте в полевых условиях